# James Gill
James Gill est un peintre américain du pop art.
Dès 1962, le musée de New York d'Art Moderne inclut dans sa collection permanente son tableau en 3 parties Marilyn Tryptich,. Au sommet de sa carrière, James Gill se retire de la scène artistique et n’y revient que 30 ans plus tard.

## Vie

### Les premiers travaux
Gill est né en 1934 à Tahoka, au Texas. Il a grandi à San Angelo, au Texas. Dans son enfance, sa mère, architecte d'intérieur, l'a encouragé son talent artistique. Au lycée, Gill a fondé avec des amis un club de rodéo pour réaliser son rêve de devenir un cow-boy. Pendant son service militaire, Gill a travaillé comme dessinateur et conçu des affiches. Retour au Texas, il a poursuivi ses études au collège San Angelo et a continué à travailler pour un cabinet d'architectes.
En 1959, il a suivi une étude à l'université d'Austin au Texas, avant de travailler un peu plus tard dans la conception de l'architecture à Odessa. Puis il s’est concentré sur sa carrière artistique.

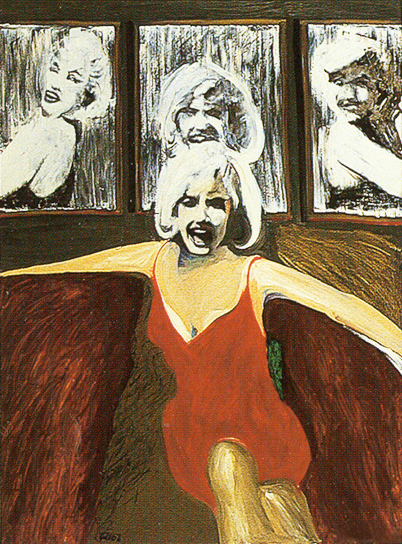
Partie gauche de Marilyn Triptych (1962)

En 1962, il s’est installé à Los Angeles. Dans les bagages de nombreuses peintures, y compris Women in Cars, qu'il a présenté dans la galerie de Felix Landau. En novembre 1962, Gill a obtenu une reconnaissance internationale comme le Museum of Modern Art à New York - comme un don de John et Dominique de Menil – ajouté sa peinture de Marilyn Monroe Marilyn Triptych, dans sa collection. Son dessin Laughing Women in Auto and Close-up a été montré du musée d'art moderne entre les dessins de Picasso et Redon.
En 1965, Gill a enseigné la peinture à l'université de l'Idaho. Dans ces années, son travail a été souvent déprimant et sombre dans le ton et l'humeur. Le thème principal de son travail était les événements sociaux et politiques tels que la guerre du Viêt Nam. Il y avait une série de peintures anti-guerre, qui traitent les dirigeants civils et militaires. L'écrivain William Inge a commenté : « Gill image des personnes atteintes de haute notoriété publique, actuellement coincés dans une décision honteuse et sur le point de détruire leur réputation politique ou professionnel ».

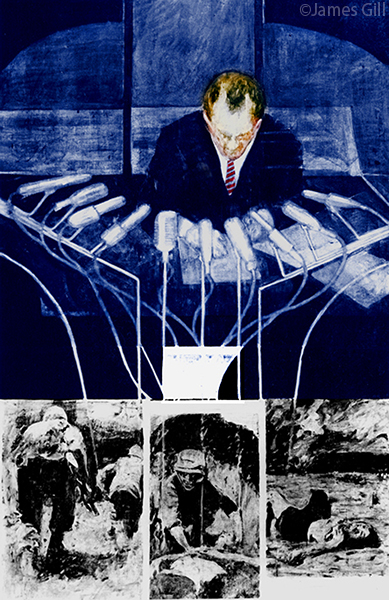
The Machines (1965)

Le travail Les Machines découle d'une série d'images anti-guerre. La composition rejoint officiellement la couverture médiatique des États-Unis avec les conditions de combat au Viêt Nam.
La combinaison de son art expressionniste et son crayon graphite est allé contre la tendance de l’époque.
Sur ses sombres compositions de crayon de graphite de l'écrivain William Inge a réagi : « Ses peintures détiennent un moment de vérité qui est de la beauté regrettable et rend mémorable ».
En 1967, l'exposition "São Paulo 9 - Environnement États-Unis : 1957-1967" au Brésil montré l’art de Gill avec des artistes comme Andy Warhol et Edward Hopper.
Cette exposition a conduit la percée de Gill dans le monde de l'art international. Ses œuvres ont été incluses dans les collections des plus grands musées comme le musée de New York d'Art Moderne ou la National Portrait Gallery.
Dans la même année, le magazine Time lui a demandé dépeindre le Russe Alexandre Soljenitsyne, qui venait de s'échapper d'un camp de travail russe. Gill a produit l'image sous la forme d'un retable en quatre parties, qui a été accroché environ cinq ans dans le hall de l'édifice de la maison d’édition Time Life.
L'inspiration de Gill est toujours actuelle. Sa reconnaissance en tant qu'artiste était fondée non seulement sur ses portraits de personnalités célèbres comme John F. Kennedy, Marilyn Monroe et les Beatles, mais dans une large mesure sur ses autres travaux, qui mettent l'accent sur la structure du pouvoir politique et la guerre en général.
Un travail important de cette période est Political prisoner. La série montre la silhouette d'une femme enceinte. Son corps est le symbole de la longévité de la population et la possibilité d'un nouveau début de chaque génération, libérée des erreurs de la génération de leurs parents. Mais en même temps Gill semble suggérer que même l'enfant à naître est pris : Née dans le chaudron d'une famille nucléaire, la jeune génération pourrait être la malheureuse héritière d'un monde qu'ils n'ont pas eux-mêmes formé, mais qui l'a formée elle.
En 1969, Gill a enseigné à l'université de Californie à Irvine.
En 1970, on lui a offert un poste de professeur invité à l'université d'Oregon à Eugene.
Gill était alors à l'apogée de sa carrière, et était très populaire dans la scène du pop art. Mais beaucoup de ses contemporains ont vu dans ses œuvres un sentiment profond et complexe à exprimer plus de l'intention Pop art : « Gill est un artiste important du pop art, mais il est trop peintres et traite ses sujets d'une manière très chargé émotionnellement, plus que de se appliquer uniquement comme un artiste pop », écrit le Los Angeles Times Art Editor Henry J. Seldis dans l’édition du 8 novembre 1965.

### Retraite de la scène artistique
En 1972, Gill a pris sa retraite, suivant un exil auto-imposé, dans l'espoir d'être en mesure de maintenir une sorte de relation à distance avec la scène artistique. Il voulait développer son expression artistique, et de s'y livrer sans les contraintes du monde matériel.
Gill : « En ces jours je étais tout prêt par la renommée et le dilemme du Political Prisoner. Je avais des problèmes personnels et que je conduisais le long de la côte de la Californie, je étais très impressionné par la beauté ».
Après avoir enseigné un semestre d'enseignement dans l'Oregon, il a ensuite vendu sa maison, de nombreuses photos et dessins pour pouvoir acheter des terres et une maison à Whale Gulch, dans la région frontalière du Californie.

### Redécouverte

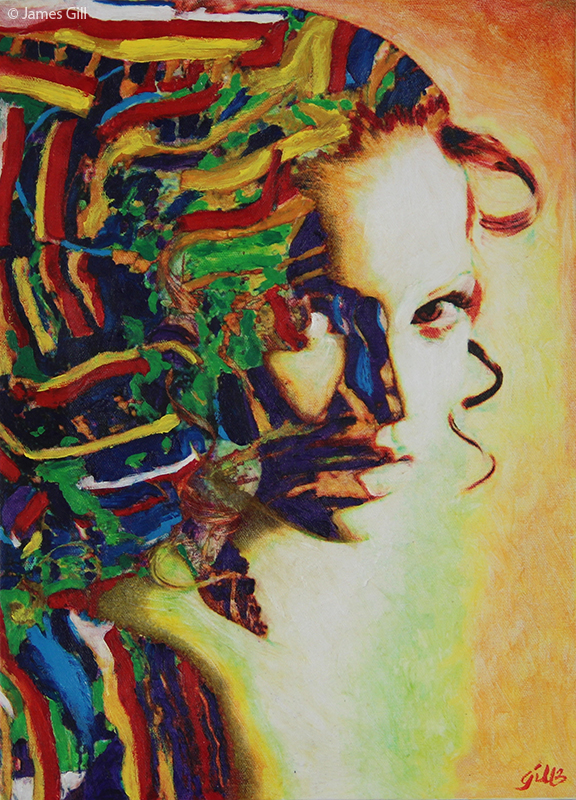
Behind the shadow, restudy (2003)

Parallèlement à son travail de concepteur en architecture en Californie du Nord, James Gill a commencé de nouveau à peindre au milieu des années 1980. Il est retourné au Texas et a développé son art.
Cependant, sa vie change brusquement quand environ dix ans plus tard, la revue d'art American way de la Smithsonian American Art Museum l'appelle et lui demande une entrevue. Cela marque le début de sa redécouverte, ce qui a entraîné que nombreux galeries et musées ont été à nouveau attentifs à son travail.
Vers 1987, Gill commence à travailler avec les outils de conception assistée par ordinateur et utiliser « l'ordinateur et l'imprimante (…) comme un outil de dessin ».
Pour la première fois, en 2005, une rétrospective s'est tenue dans sa ville natale de San Angelo, au musée des beaux-arts.

### Œuvre tardive

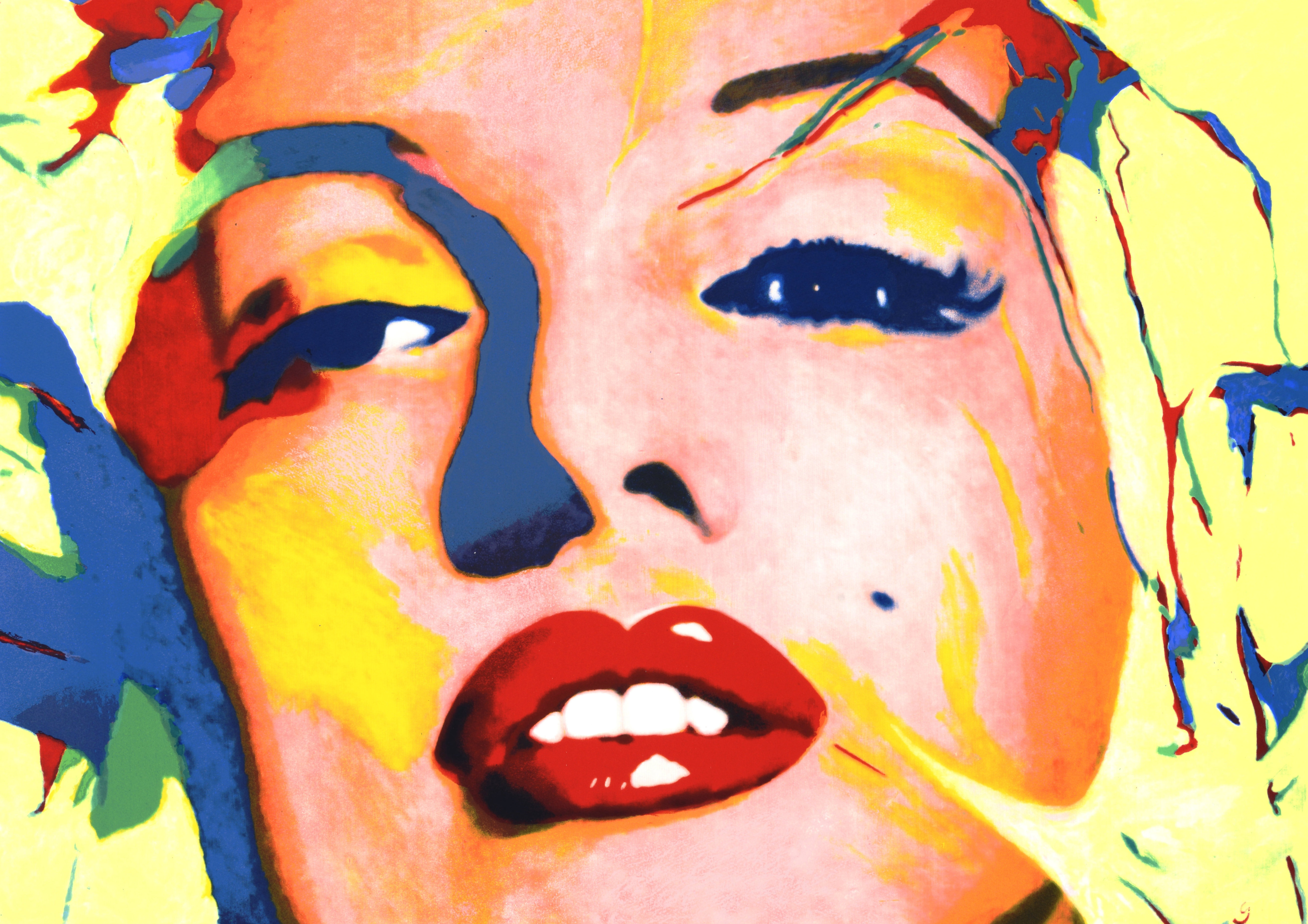
MM a Critique of Mass Iconology - Seriegrafie (2013)

Autour de 2010, la phase créative tardive de Gill commence. Contrairement à la dominante dans le travail précoce des motifs politiques il se concentre à nouveau de plus en plus sur la présentation des icônes classiques du pop art comme John Wayne, Paul Newman ou Marilyn Monroe. Il a peint de nombreuses œuvres d'actrices américaines, qui - depuis ses premiers succès avec l'œuvre Marilyn Triptych (qui a été incluse dans la collection du musée d'art moderne avant les œuvres d'Andy Warhol) - représente sur lui une fascination ininterrompue et le pivot central de son œuvre tardive.
Grâce à des connaissances personnelles comme Marlon Brando, Tony Curtis, Kirk Douglas, Martin Luther King, Jim Morrison et John Wayne, Gill est un artiste devenu témoin de toute une génération. Ces personnalités ont également marqué la substance du travail de Gill, qu’il essaie de transmettre par diverses techniques et compositions.
L'art de James Gill aujourd'hui est une fusion de réalisme et abstraction. Les photos sont l'un des fondements de ses œuvres d'art. La composition de l'image de ses peintures est déterminée avec le support de l'ordinateur. Il travaille consciemment avec des effets de montage, qu'il décrit comme « Metamage » ou « Mixte Media ».

## Expositions diverses (sélection)
- 1962/1964/1966  Alan Gallery, New York
- 1963/1965/1967  Landau Gallery, Los Angeles
- 1964 Galeria George Lester, Rome
- 1966 Crocker Gallery, Sacramento
- 1970 Civic Center, Topanga
- 2005 San Angelo Museum of Fine Arts, San Angelo
- 2012 “L.A. Raw“, Pasadena Art Museum, Pasadena
- 2013 art Karlsruhe
- 2014 ART Innsbruck
- 2015 antiques & art fair, Luxembourg

## Œuvres dans des collections publiques
- Musée d'Art Moderne, New York
- Whitney Museum of American Art, New York
- National Museum of the U.S. Navy, Washington
- Berkeley Art Museum, Berkeley
- Smithsonian American Art Museum, Washington
- National Portrait Gallery, Washington
- Stanford University Center for Visual Arts, Stanford, Californie
- San Angelo Museum of Fine Arts, San Angelo (Texas)
- Santa Barbara Museum of Art, Santa Barbara (Californie)
- Art Institute of Chicago, Chicago (Illinois)
- Museum Moderner Kunst Stiftung Ludwig, Vienne
- Neue Galerie, Cassel

## Honneurs et récompenses
- Art fellowship, University of Texas, 1959.
- Awarded Purchase Prize, Sixty-seventh Annual American Exhibition, Institut d'art de Chicago, 1964.
- Special Purchase, Whitney Museum of American Art, New York.
- “New Acquisitions” Museum of Modern Art, New York, 1965.
- “Art Across America”, chez Knoedler and Company, New York an Tour, San Francisco Art Institute Annual, 1965.
- “The Painter and the Photograph”, Rose Art Museum, Brandels University and Tour, J.B. Speed Museum, Louisville, Kentucky, 1965.
- “Recent Drawing Acquisitions”, Museum of Modern Art, New York 1966, un grand tableau en couleurs Laughing Woman in Car, exposé pendant plus de deux ans dans la New drawing room du musée, entre œuvres de Picasso et Redon.
- Exposition annuelle, Whitney Museum of American Art, New York, 1967.
- „Great Ideas“ Série du Container Corporation of America et du Time, actuellement exposé au Smithsonian National Museum of Fine Art.
- “Young California: Painting in the 1960’s” Tampa Bay Art Center and Tour, 1968.
- “The new Vein”, National Collection of Fine Arts Touring Exibition, 1968, en Europe 1969.
- Inclus dans Who’s Who in American Art.